# Justin Tatch Moore
Justin Tatch Moore (1974) é um matemático, professor de matemática da Universidade Cornell.

## Carreira
Moore obteve um Ph.D. em 2000 na Universidade de Toronto, orientado por Stevo Todorčević..
Foi palestrante convidado do Congresso Internacional de Matemáticos em Hyderabad (2010).
Foi eleito em 2012 fellow da American Mathematical Society.